# アブデラーマン・ベナマディ
アブデラーマン・ベナマディ（Abderahmane Benamadi　1985年7月3日- ）は、アルジェリアの柔道選手。階級は81kg級と90kg級。

## 人物
2005年のアフリカ選手権81kg級で3位になると、地中海競技大会でも3位となった。世界選手権では伏兵ながら決勝まで進むも、オランダのギヨーム・エレモントに敗れるが銀メダルを獲得した。2007年にはアフリカ競技大会で2位となった。2008年の北京オリンピックには出場できなかった。2011年にはアフリカ選手権とアフリカ競技大会で優勝を飾った。しかし、2012年のロンドンオリンピックには出場できなかった。2013年からは階級を90kg級に上げた。

## 主な戦績
81kg級での戦績
- 2005年 - アフリカ選手権　3位
- 2005年 - 地中海競技大会　3位
- 2005年 - 世界選手権　2位
- 2006年 - アフリカ選手権　3位
- 2007年 - フランス国際　2位
- 2007年 - アフリカ競技大会　2位
- 2008年 - アフリカ選手権　3位
- 2011年 - アフリカ選手権　優勝
- 2011年 - ミリタリーワールドゲームズ　3位
- 2011年 - パンアラブ競技大会　3位
- 2011年 - アフリカ競技大会　優勝
- 2012年 - アフリカ選手権　2位

90kg級での戦績
- 2013年 - 地中海競技大会　3位
- 2014年 - アフリカ選手権　2位
- 2014年 - アフリカオープン・ポートルイス　2位
- 2015年 - アフリカ選手権　優勝
- 2016年 - アフリカ選手権　優勝
- 2017年 - アフリカ選手権　3位
- 2017年 - イスラム諸国連帯競技大会　2位
- 2018年 - アフリカ選手権　優勝
- 2019年 - アフリカ選手権　2位
- 2020年 - アフリカ選手権　2位
- 2021年 - アフリカ選手権　優勝
- 2022年 - アフリカ選手権　優勝

(出典、JudoInside.com)